# Elizabeth Dekkers
Elizabeth Ann Dekkers (Brisbane, 6 de mayo de 2004) es una deportista australiana que compite en natación, especialista en el estilo mariposa.
Ganó dos medallas en el Campeonato Mundial de Natación, en los años 2023 y 2025, y tres medallas de bronce en el Campeonato Mundial de Natación en Piscina Corta, en los años 2022 y 2024.
Participó en los Juegos Olímpicos de París 2024, ocupando el cuarto lugar en la prueba de 200 m mariposa.
Estudió Ciencia en la Universidad de Queensland.

## Palmarés internacional
| Campeonato Mundial                  | Campeonato Mundial    | Campeonato Mundial | Campeonato Mundial |
| Año                                 | Lugar                 | Medalla            | Prueba             |
| ----------------------------------- | --------------------- | ------------------ | ------------------ |
| 2023                                | Fukuoka (Japón)       | Medalla de plata   | 200 m mariposa     |
| 2025                                | Singapur (Singapur)   | Medalla de bronce  | 200 m mariposa     |
| Campeonato Mundial en Piscina Corta |                       |                    |                    |
| Año                                 | Lugar                 | Medalla            | Prueba             |
| 2022                                | Melbourne (Australia) | Medalla de bronce  | 200 m mariposa     |
| 2024                                | Budapest (Hungría)    | Medalla de bronce  | 200 m mariposa     |
| 2024                                | Budapest (Hungría)    | Medalla de bronce  | 4 × 200 m libre    |